# الأبرشية القبطية الكاثوليكية بالجيزة

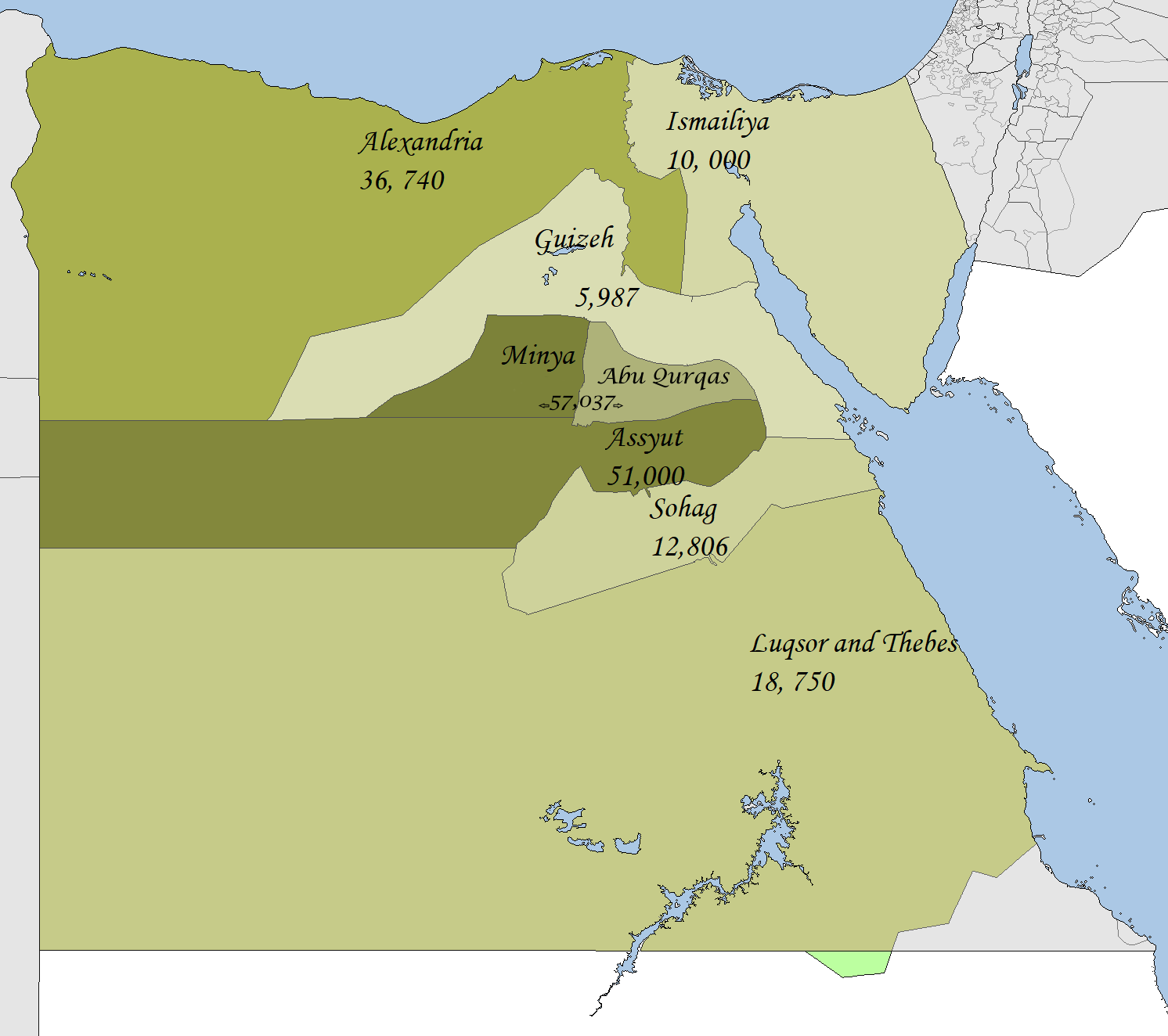
خريطة لمقاطعات الكنيسة القبطية الكاثوليكية مع الإشارة إلى عدد المؤمنين المقيمين فيها

الأبرشية القبطية الكاثوليكية بالجيزة هي أبرشية كاثوليكية شرقية في الجيزة. وهي إحدى الكنائس التابعة لبابا روما، تتبع الإقليم الكنسي الوحيد لكل مصر، ويرأس هذا الإقليم البطريرك القبطي الكاثوليكي بالإسكندرية (البطريرك الحالي إبراهيم إسحاق سدراك)، ورئيس الكنيسة القبطية الكاثوليكية، وهي كنيسة تتبع الطقس السكندري في صلواتها. هي واحدة من الثماني ابرشيات القبطية الكاثوليكية في مصر.
الكرسي الاسقفي لابرشية الجيزة وبني سويف والفيوم هو كاتدرائية مارجرجس بالجيزة وهي جزء من منطقة العاصمة القاهرة، الأنبا توماس عدلى (الاسقف الحالي) رسم اسقف علي ابرشية الجيزة وبني سويف والفيوم يوم 25 مايو 2018.

## إحصائيات
طبقا لاحصاء عام 2014، ابرشية الجيزة وبني سويف والفيوم تخدم 5940 قبطًا كاثوليكيًا في 9 كنائس بواسطة 13 كاهنًا (12 أبرشيًا وواحد راهب) و 70 راهبًا علمانيًا (22 أخًا و 48 أختًا) و 4 إكليريكيين.

## تاريخ
تأسست أبرشية الجيزة (الفيوم - بني سويف) في 21 مارس 2003 باعتبارها أبرشية (أبرشية كاثوليكية شرقية)، على الأراضي المنفصلة عن أبرشية بطريركية الأقباط الكاثوليك في الإسكندرية، باعتبارها أبرشيتها المساعدة.

## اساقفة الجيزة
تاريخ اساقفة الأبرشية القبطية الكاثوليكية بالجيزة
- أندراوس سلامة أسقفًا مساعدًا للبطريركية الإسكندرية للأقباط (مصر) (21 مارس 2003 - وفاة 2005).[6]
- أنطونيوس عزيز مينا، اسقف (3 يناير 2006 - متقاعد 23 يناير 2017).
- إبراهيم إسحاق سدراك، مدير رسولي (23 يناير 2017 - 10 أبريل 2018).
- توماس عدلي زكي، مدبر رسولي (10 أبريل 2018)؛ أسقف (25 مايو 2018)[7]